# Natação no Campeonato Mundial de Esportes Aquáticos de 2019 - 50 m peito feminino
A prova dos 50 metros peito feminino da natação no Campeonato Mundial de Esportes Aquáticos de 2019 ocorreu nos dias 27 de julho e 28 de julho, em Gwangju, na Coreia do Sul. 

## Recordes
Antes desta competição, os recordes mundiais e do campeonato nesta prova eram os seguintes:
| Tipo                  | Atleta     | Tempo | Local     | Data                |
| --------------------- | ---------- | ----- | --------- | ------------------- |
|                       | Lilly King | 29.40 | Budapeste | 30 de julho de 2017 |
| Recorde do campeonato | Lilly King | 29.40 | Budapeste | 30 de julho de 2017 |

## Medalhistas
| Ouro             | Prata                  | Bronze                |
| Lilly King (USA) | Benedetta Pilato (ITA) | Yuliya Yefimova (RUS) |

## Cronograma
Todos os horários são locais (UTC+9). 
| Data        | Hora  | Evento        |
| ----------- | ----- | ------------- |
| 27 de julho | 10:40 | Eliminatórias |
| 27 de julho | 20:26 | Semifinal     |
| 28 de julho | 20:09 | Final         |

## Resultados

### Eliminatórias
Esses foram os resultados das eliminatórias. Foram realizadas no dia 27 de julho com início às 10:40. 
| Pos. | Bateria | Raia | Nadadora                | Nacionalidade                   | Tempo | Notas            |
| ---- | ------- | ---- | ----------------------- | ------------------------------- | ----- | ---------------- |
| 1    | 4       | 4    | Benedetta Pilato        | Itália                          | 29.98 | Q,               |
| 2    | 6       | 4    | Lilly King              | Estados Unidos                  | 30.18 | Q                |
| 3    | 5       | 5    | Martina Carraro         | Itália                          | 30.38 | Q                |
| 4    | 6       | 5    | Alia Atkinson           | Jamaica                         | 30.53 | Q                |
| 5    | 5       | 4    | Yuliya Yefimova         | Rússia                          | 30.63 | Q                |
| 6    | 6       | 6    | Jessica Hansen          | Austrália                       | 30.69 | Q                |
| 7    | 6       | 3    | Alina Zmushka           | Bielorrússia                    | 30.71 | Q                |
| 8    | 4       | 5    | Ida Hulkko              | Finlândia                       | 30.72 | Q                |
| 9    | 5       | 3    | Sophie Hansson          | Suécia                          | 30.96 | Q                |
| 10   | 6       | 1    | Rosey Metz              | Países Baixos                   | 30.99 | Q                |
| 11   | 6       | 2    | Tes Schouten            | Países Baixos                   | 31.03 | Q                |
| 12   | 4       | 2    | Anna Sztankovics        | Hungria                         | 31.13 | Q                |
| 13   | 4       | 3    | Anna Belousova          | Rússia                          | 31.20 | Q                |
| 13   | 5       | 7    | Suo Ran                 | China                           | 31.20 | Q                |
| 15   | 5       | 8    | Anna Elendt             | Alemanha                        | 31.24 | Q                |
| 16   | 4       | 7    | Fleur Vermeiren         | Bélgica                         | 31.36 | Q                |
| 17   | 5       | 6    | Tatjana Schoenmaker     | África do Sul                   | 31.40 |                  |
| 18   | 6       | 7    | Fanny Lecluyse          | Bélgica                         | 31.42 |                  |
| 19   | 5       | 2    | Jenna Laukkanen         | Finlândia                       | 31.48 |                  |
| 20   | 6       | 9    | Kotryna Teterevkova     | Lituânia                        | 31.53 |                  |
| 21   | 4       | 6    | Jessica Vall            | Espanha                         | 31.58 |                  |
| 21   | 4       | 9    | Maria Romanjuk          | Estónia                         | 31.58 |                  |
| 23   | 3       | 3    | Jamie Yeung             | Hong Kong                       | 31.61 | Recorde nacional |
| 24   | 4       | 8    | Tatiana Chișca          | Moldávia                        | 31.68 |                  |
| 25   | 4       | 0    | Lisa Mamie              | Suíça                           | 31.70 |                  |
| 26   | 5       | 9    | Adelaida Pchelintseva   | Cazaquistão                     | 31.94 |                  |
| 27   | 4       | 1    | Matilde Schroder        | Dinamarca                       | 31.98 |                  |
| 28   | 3       | 1    | Back Su-yeon            | Coreia do Sul                   | 32.02 |                  |
| 29   | 6       | 8    | Weronika Hallmann       | Polónia                         | 32.07 |                  |
| 30   | 5       | 1    | Niamh Coyne             | Irlanda                         | 32.12 |                  |
| 31   | 5       | 0    | Phee Jinq En            | Malásia                         | 32.23 |                  |
| 32   | 3       | 4    | Gülşen Samancı          | Turquia                         | 32.28 |                  |
| 33   | 3       | 6    | Jenjira Srisaard        | Tailândia                       | 32.33 |                  |
| 34   | 3       | 2    | Tilka Paljk             | Zâmbia                          | 32.37 |                  |
| 34   | 6       | 0    | Lin Pei-wun             | Taipé Chinesa                   | 32.37 |                  |
| 36   | 3       | 5    | Christie Chue           | Singapura                       | 32.39 |                  |
| 36   | 3       | 7    | Ema Rajić               | Croácia                         | 32.39 |                  |
| 38   | 1       | 7    | Jayla Pina              | Cabo Verde                      | 33.52 |                  |
| 39   | 3       | 8    | Nàdia Tudó              | Andorra                         | 33.67 |                  |
| 40   | 3       | 0    | Kirsten Fisher-Marsters | Ilhas Cook                      | 34.44 |                  |
| 41   | 2       | 8    | Evita Leter             | Suriname                        | 34.58 |                  |
| 42   | 3       | 9    | Naima Hazell            | Santa Lúcia                     | 34.79 |                  |
| 43   | 2       | 3    | Darya Semyonova         | Turquemenistão                  | 35.33 |                  |
| 44   | 1       | 4    | Chinelo Iyadi           | Nigéria                         | 35.64 |                  |
| 45   | 1       | 6    | Elodie Poo-cheong       | Ilhas Maurícias                 | 36.72 |                  |
| 46   | 1       | 3    | Naomy Grand-Pierre      | Haiti                           | 37.02 |                  |
| 47   | 2       | 4    | Taeyanna Adams          | Estados Federados da Micronésia | 37.13 |                  |
| 48   | 2       | 5    | Siri Budcharern         | Laos                            | 40.72 |                  |
| 49   | 2       | 0    | Aaliyah Palestrini      | Seicheles                       | 40.90 |                  |
| 50   | 2       | 1    | Sylvia Caloiaro         | Tanzânia                        | 42.30 |                  |
| 51   | 2       | 6    | Soukeyna Pitroipa       | Burquina Fasso                  | 44.18 |                  |
| 52   | 2       | 7    | Mariama Touré           | Guiné                           | 44.35 |                  |
| 53   | 1       | 2    | Aichata Konate          | Mali                            | 49.20 |                  |
| 54   | 1       | 5    | Pilar Ndong             | Guiné Equatorial                | 49.32 |                  |
| 55   | 2       | 2    | Safia Houssein          | Djibuti                         | 49.56 |                  |
| 56   | 2       | 9    | Odrina Kaze             | Burundi                         | 49.77 |                  |
| 57   | 1       | 1    | Lina Selo               | Etiópia                         | DNS   | DNS              |

### Semifinal
Esses foram os resultados das semifinais. Foram realizadas no dia 27 de julho com início às 20:26 
Semifinal 1
| Pos. | Raia | Nadadora         | Nacionalidade  | Tempo | Notas |
| ---- | ---- | ---------------- | -------------- | ----- | ----- |
| 1    | 4    | Lilly King       | Estados Unidos | 29.84 | Q     |
| 2    | 5    | Alia Atkinson    | Jamaica        | 30.61 | Q     |
| 3    | 6    | Ida Hulkko       | Finlândia      | 30.91 | Q     |
| 4    | 3    | Jessica Hansen   | Austrália      | 30.92 | Q     |
| 5    | 7    | Anna Sztankovics | Hungria        | 31.41 |       |
| 6    | 2    | Rosey Metz       | Países Baixos  | 31.44 |       |
| 7    | 1    | Suo Ran          | China          | 31.46 |       |
| 8    | 8    | Fleur Vermeiren  | Bélgica        | 31.74 |       |

Semifinal 2
| Pos. | Raia | Nadadora         | Nacionalidade | Tempo | Notas |
| ---- | ---- | ---------------- | ------------- | ----- | ----- |
| 1    | 3    | Yuliya Yefimova  | Rússia        | 30.12 | Q     |
| 2    | 4    | Benedetta Pilato | Itália        | 30.17 | Q     |
| 3    | 5    | Martina Carraro  | Itália        | 30.23 | Q     |
| 4    | 8    | Anna Elendt      | Alemanha      | 31.10 | Q     |
| 5    | 6    | Alina Zmushka    | Bielorrússia  | 31.11 |       |
| 6    | 2    | Sophie Hansson   | Suécia        | 31.12 |       |
| 7    | 7    | Tes Schouten     | Países Baixos | 31.31 |       |
| 8    | 1    | Anna Belousova   | Rússia        | 31.56 |       |

### Final
A final foi realizada em 28 de julho às 20:09. 
| Pos.              | Raia | Nadadora         | Nacionalidade  | Tempo | Notas |
| ----------------- | ---- | ---------------- | -------------- | ----- | ----- |
| Medalha de ouro   | 4    | Lilly King       | Estados Unidos | 29.84 |       |
| Medalha de prata  | 3    | Benedetta Pilato | Itália         | 30.00 |       |
| Medalha de bronze | 5    | Yuliya Yefimova  | Rússia         | 30.15 |       |
| 4                 | 2    | Alia Atkinson    | Jamaica        | 30.34 |       |
| 5                 | 6    | Martina Carraro  | Itália         | 30.49 |       |
| 6                 | 1    | Jessica Hansen   | Austrália      | 30.84 |       |
| 7                 | 8    | Anna Elendt      | Alemanha       | 31.06 |       |
| 8                 | 7    | Ida Hulkko       | Finlândia      | 31.23 |       |

Legenda
| Recorde mundial       | Recorde mundial (World record)               |                       | Recorde africano                      | Recorde africano (African) |                                           | Q | Classificado por posição (Qualified) |
| Recorde do campeonato | Recorde do campeonato (Championship record)  | Recorde da América    | Recorde da América (Americas)         | q                          | Classificado por melhor tempo (Qualified) |   |                                      |
| Melhor marca do ano   | Melhor marca do ano (World leading)          | Recorde asiático      | Recorde asiático (Asian)              | DNS                        | Não largou (Did not start)                |   |                                      |
| Recorde nacional      | Recorde nacional (National record)           | Recorde europeu       | Recorde europeu (European)            | DNF                        | Não terminou (Did not finish)             |   |                                      |
| Recorde pessoal       | Recorde pessoal do atleta (Personal best)    | Recorde da Oceania    | Recorde da Oceania (Oceania)          | DSQ / DQ                   | Desclassificado (Disqualified)            |   |                                      |
| Recorde da temporada  | Recorde da temporada do atleta (Season best) | Recorde sul-americano | Recorde sul-americano (South America) | NM                         | Sem marca (No mark)                       |   |                                      |